# Хокей на траві на літніх Олімпійських іграх 1928
Змагання з хокею на траві на літніх Олімпійських іграх 1928 в Амстердамі тривали з 17 по 26 травня на Олімпійському стадіоні та Старому стадіоні. 9 чоловічих збірних розіграли 1 комплект нагород.

## Результати

### Дивізіони

#### Дивізіон A

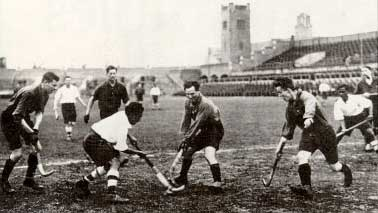
Матч збірної Індії з хокею на траві

| Поз | Команда   | І | В | Н | П | ГЗ | ГП | РГ  | О | Кваліфікація            |
| --- | --------- | - | - | - | - | -- | -- | --- | - | ----------------------- |
| 1   | Індія     | 4 | 4 | 0 | 0 | 26 | 0  | +26 | 8 | Фінал                   |
| 2   | Бельгія   | 4 | 3 | 0 | 1 | 8  | 9  | −1  | 6 | Матч за бронзову медаль |
| 3   | Данія     | 4 | 2 | 0 | 2 | 5  | 8  | −3  | 4 |                         |
| 4   | Швейцарія | 4 | 1 | 0 | 3 | 2  | 11 | −9  | 2 |                         |
| 5   | Австрія   | 4 | 0 | 0 | 4 | 1  | 14 | −13 | 0 |                         |

| 17 травня 1928 15:50 |          |                        |  |
| Швейцарія            | 1–2      | Данія                  |  |
| Лубер ?'             | протокол | Густед 16' · Гольст ?' |  |

| 17 травня 1928 17:00                        |          |         |  |
| Індія                                       | 6–0      | Австрія |  |
| Чанд 4', 6', ?', ?' · Шаукат ?' · Ґейтлі ?' | протокол |         |  |

| 18 травня 1928 16:30                                               |          |         |  |
| Індія                                                              | 9–0      | Бельгія |  |
| сімен 5', 55' · Мартінс 19' · Хан 28', 29', 36', ?', ?' · Чанд 31' | протокол |         |  |

| 18 травня 1928 19:00         |          |               |  |
| Данія                        | 3–1      | Австрія       |  |
| Гольст 4', 6' · Гейльбут 34' | протокол | Ліхтнекерт ?' |  |

| 20 травня 1928 16:00                    |          |           |  |
| Бельгія                                 | 3–0      | Швейцарія |  |
| Делгейд 15' · Дірксенс 34' · Веркен 68' | протокол |           |  |

| 20 травня 1928 16:00               |          |       |  |
| Індія                              | 5–0      | Данія |  |
| Чанд 4', 26', 51', 54' · Сімен 65' | протокол |       |  |

| 22 травня 1928 15:00                             |          |           |  |
| Індія                                            | 6–0      | Швейцарія |  |
| Мартінс 6' · Чанд 26', 53', 55', 65' · Ґейтлі ?' | протокол |           |  |

| 22 травня 1928 19:00           |          |         |  |
| Бельгія                        | 4–0      | Австрія |  |
| Дірксенс ?', ?', ?' · Боду 68' | протокол |         |  |

| 24 травня 1928 16:00 |          |               |  |
| Данія                | 0–1      | Бельгія       |  |
|                      | протокол | Селдраєрс 60' |  |

| 24 травня 1928 18:00 |          |         |  |
| Швейцарія            | 1-0      | Австрія |  |
| Фер ?'               | протокол |         |  |

#### Дивізіон B

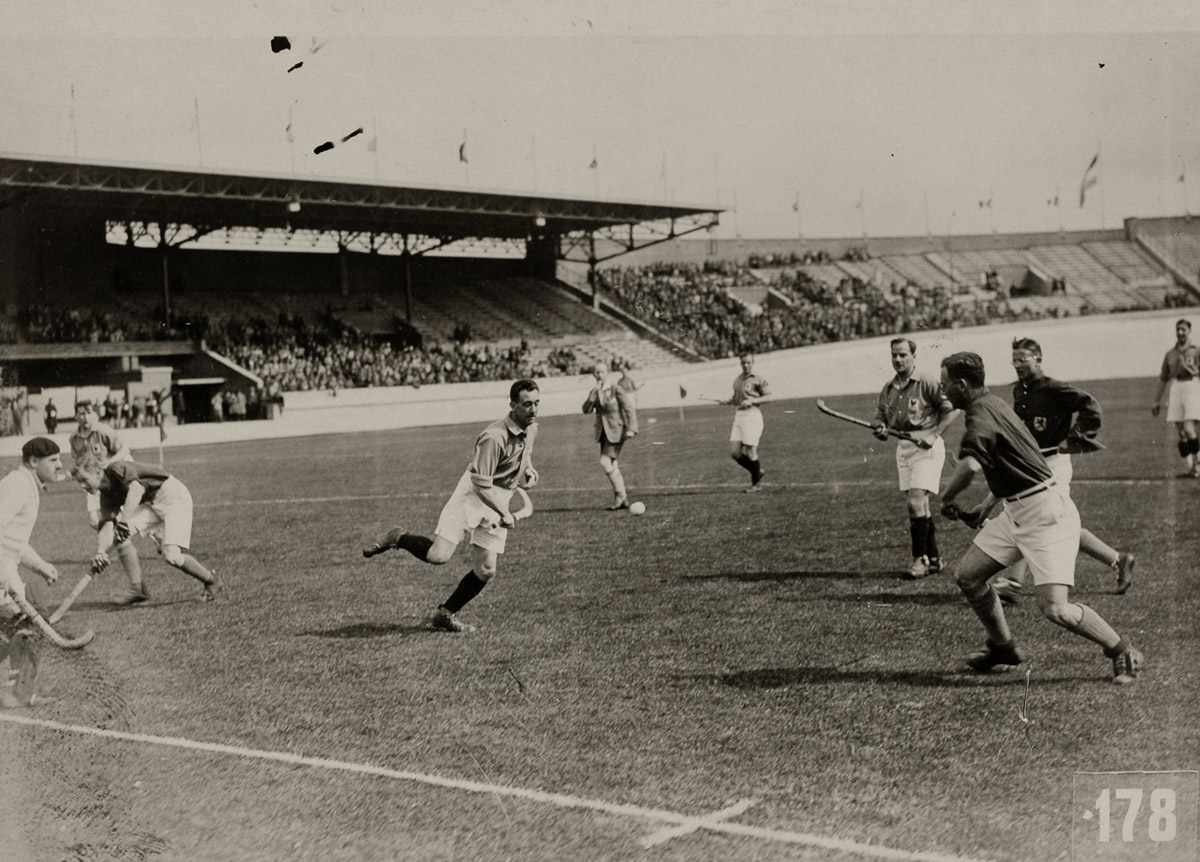
Матч між збірними Франції та Нідерландів

| Поз | Команда        | І | В | Н | П | ГЗ | ГП | РГ | О | Кваліфікація            |
| --- | -------------- | - | - | - | - | -- | -- | -- | - | ----------------------- |
| 1   | Нідерланди (H) | 3 | 2 | 1 | 0 | 8  | 2  | +6 | 5 | Фінал                   |
| 2   | Німеччина      | 3 | 2 | 0 | 1 | 8  | 3  | +5 | 4 | Матч за бронзову медаль |
| 3   | Франція        | 3 | 1 | 0 | 2 | 2  | 8  | −6 | 2 |                         |
| 4   | Іспанія        | 3 | 0 | 1 | 2 | 3  | 8  | −5 | 1 |                         |

| 17 травня 1928 15:15                                                 |          |         |                                                    |
| Нідерланди                                                           | 5–0      | Франція | Олімпійський стадіон (Амстердам) Attendance: 5,500 |
| Ван де Роварт 20' · Треслінґ 23' · Яннінк 35', 37' · Ван дер Вен 65' | протокол |         | Олімпійський стадіон (Амстердам) Attendance: 5,500 |

| 17 травня 1928 19:30                             |          |                   |                                                    |
| Німеччина                                        | 5–1      | Іспанія           | Олімпійський стадіон (Амстердам) Attendance: 1,300 |
| Гобайн 6', 34' · Бохе 20' · Мюллер 33' · Гаґ 41' | протокол | Е. де Чаваррі 40' | Олімпійський стадіон (Амстердам) Attendance: 1,300 |

| 19 травня 1928 16:00                |          |           |                                                    |
| Нідерланди                          | 2–1      | Німеччина | Олімпійський стадіон (Амстердам) Attendance: 6,000 |
| Ван де Роварт 20' · Ван дер Вен 32' | протокол | Гаґ 7'    | Олімпійський стадіон (Амстердам) Attendance: 6,000 |

| 19 травня 1928 19:00        |          |                   |                                                  |
| Франція                     | 2–1      | Іспанія           | Олімпійський стадіон (Амстердам) Attendance: 500 |
| Рів'єр 38' · Ґрімонпрез 68' | протокол | Б. де Чаваррі 29' | Олімпійський стадіон (Амстердам) Attendance: 500 |

| 22 травня 1928 16:30 |          |         |                                            |
| Німеччина            | 2–0      | Франція | Старий стадіон (Амстердам) Attendance: 300 |
| Гаґ 10', 28'         | протокол |         | Старий стадіон (Амстердам) Attendance: 300 |

| 23 травня 1928 16:45 |          |             |                                              |
| Нідерланди           | 1–1      | Іспанія     | Старий стадіон (Амстердам) Attendance: 2,750 |
| Ван дер Вен 20'      | протокол | Де Ройг 63' | Старий стадіон (Амстердам) Attendance: 2,750 |

### Медальний раунд

#### Матч за бронзову медаль
| 26 травня 1928 14:00 |          |         |                                                     |
| Німеччина            | 3–0      | Бельгія | Олімпійський стадіон (Амстердам) Attendance: 23,400 |
| Гаґ ?', ?', ?'       | протокол |         | Олімпійський стадіон (Амстердам) Attendance: 23,400 |

#### Фінал
| 26 травня 1928 15:45       |          |            |                                                     |
| Індія                      | 3–0      | Нідерланди | Олімпійський стадіон (Амстердам) Attendance: 40,000 |
| Чанд 15', 36' · Мартінс ?' | протокол |            | Олімпійський стадіон (Амстердам) Attendance: 40,000 |

## Статистика

### Підсумкове положення

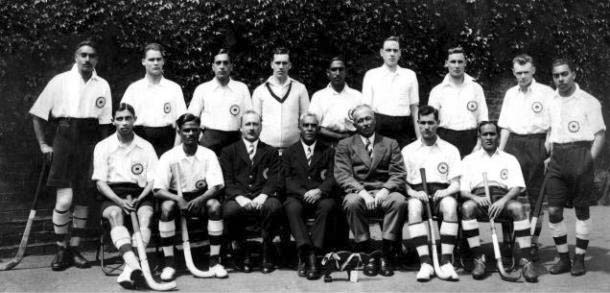
Збірна Індії, володарі золотих медалей

| Місце | Team       |
| ----- | ---------- |
| 1     | Індія      |
| 2     | Нідерланди |
| 3     | Німеччина  |
| 4     | Бельгія    |
| 5     | Данія      |
| 5     | Франція    |
| 7     | Швейцарія  |
| 7     | Іспанія    |
| 9     | Австрія    |

### Бомбардири
Протягом турніру було забито  69 голів у 18 матчах, з середнім показником 3.83 голів за матч.
15 голів
- Індія Дгіан Чанд

7 голів
- Німеччина Теодор Гаґ

5 голів
- Індія Ферозе Хан

4 голи
- Бельгія Луї Дірксенс

3 голи
- Данія Геннінґ Гольст
- Індія Джордж Мартінс
- Індія Фредерік Сімен
- Нідерланди Роберт ван дер Вен

2 голи
- Німеччина Герберт Гобайн
- Індія Майкл Ґейтлі
- Нідерланди Ґерріт Яннінк
- Нідерланди Паул ван де Роварт

1 гол
- Австрія Губерт Ліхтнекерт
- Бельгія Ївон Боду
- Бельгія Поль Делгейд
- Бельгія Андре Селдраєрс
- Бельгія Еміль Веркен
- Данія Нільс Гейльбут
- Данія Ерік Густед
- Франція Фелікс Ґрімонпрез
- Франція Жак Рів'єр
- Німеччина Бруно Бохе
- Німеччина Герберт Мюллер
- Індія Алі Шаукат
- Нідерланди Аб Треслінґ
- Іспанія Бернабе де Чаваррі
- Іспанія Енріке де Чаваррі
- Іспанія Франсіско де Ройг
- Швейцарія Конрад Фер
- Швейцарія Ж. Лубер

## Медалісти
| Золото | Срібло | Бронза |
| Індія (IND) Річард Аллен Дгіан Чанд Майкл Ґейтлі Вільям Ґудсер-Каллен Леслі Гаммонд Ферозе Хан Джордж Мартінс Рекс Норріс Брум Пінніджер Майкл Рок Фредерік Сімен Алі Шаукат Джайпал Сінґг (капітан) Шагзада Мугаммад Юсуф Кегар Сінґг Ґілл | Нідерланди (NED) Ян Анкерман Ян Бранд Рейн де Вал Еміль Дюсон Ґерріт Яннінк Адріан Катте Ауґуст Коп Аб Треслінґ Паул ван де Роварт Роберт ван дер Вен Гас Віссер 'т Гофт С. Й. Й. Гардебек Т. Ф. Губрехт Ґ. Лембрюґґен Г. Й. Л. Манґелар Мертенс Отто Мюллер фон Черніцкі В. Й. ван Сіттерс С. Й. ван дер Гаґен Тонні ван Ліроп Й. Й. ван Тінговен ван ден Боґард Й. М. ван Ворст ван Бест Н. Венголт | Німеччина (GER) Бруно Бохе Ґеорґ Бруннер Гайнц Ферстендорф Ервін Францковяк Вернер Фрайберґ Теодор Гаґ Ганс Гаусманн Курт Гавербек Аріберт Гайманн Герберт Гобайн Фріц Горн Карл-Гайнц Ірмер Герберт Кеммер Герберт Мюллер Вернер Профт Ґерд Штранцен Рольф Волльнер Гайнц Вельтьє Еріх Цандер Фріц Лінке Гайнц Шефер Курт Вайс |

Нотатка: вказані вище горизонтальної риски гравці зіграли на цьому турнірі принаймні в одній грі, а ті, що нижче неї - можливо лише належали до складу. У медальній базі даних МОК їх всіх вказано як медалістів. Однак НОК Нідерландів навіть не наводить гравців нижче риски як учасників.